# La papessa (film)
La papessa (Die Päpstin) è un film del 2009 diretto da Sönke Wortmann, tratto dall'omonimo romanzo di Donna Woolfolk Cross, basato sulla storia della papessa Giovanna. 

## Trama
Giovanna (in lingua originale Johanna) nasce ad Ingelheim am Rhein nell'814 e, fin da bambina, fatica ad accettare le convenzioni sociali attribuite alle donne in quell'epoca.
Contro il parere del severo padre e contro le stesse regole della Chiesa cattolica, seguendo la sua profonda fede, decide di frequentare la scuola cattedrale di Dorstadt. Qui conosce il conte Gerold, nobile alla corte del vescovo, del quale diventa prima amica e, da adulta, inizia a innamorarsene.
La partenza di Gerold per la guerra di successione al trono di Carlo Magno, è motivo di profonda riflessione per Giovanna: si rende conto che essere donna le preclude la possibilità di seguire la vita che desidera.
Prende la difficile decisione di travestirsi da uomo e di assumere la nuova identità di fratello Giovanni Anglicus (che in italiano significa Giovanni l'Inglese), è l’unico modo per entrare come monaco benedettino nell'abbazia di Fulda e iniziare una carriera che, inaspettatamente, la porterà ai vertici ecclesiastici fino al soglio pontificio. Prima diviene assistente del medico dell'abbazia che, capito il suo segreto, la allontana per evitare che gli altri monaci possano farle del male qualora venissero a saperlo. Esperta nella cura della gotta con le erbe, giunge fino a Roma, dove la sua fama di guaritrice la porta alla corte di papa Sergio II, ammalato di gotta a causa della sua dieta a base di carni e vino. Grazie alle sue cure, il papa guarisce e la nomina nomenclatore pontificio (a scapito del nobile Anastasio che ambiva al trono papale). Gerold giunge a Roma con l'esercito dell'imperatore Lotario e riconosce Giovanna. I due, quella notte, consumano un rapporto sessuale. Dopo la morte di Sergio II, il popolo romano è chiamato ad eleggere il papa per acclamazione. Nonostante i tentativi di Anastasio e dei suoi complici di accaparrarsi il maggior numero di voti, Roma sceglie Giovanna, proposta da un chierico che aveva assistito alle cure di Sergio II. 
Nel frattempo, Giovanna scopre di aspettare un figlio da Gerold, che era stato nominato superista, ovvero comandante militare del Laterano, e questa situazione preoccupa i due nel caso di un'eventuale scoperta da parte dei fedeli. Per questo motivo, decidono di scappare nel giorno di Pasqua. Tuttavia quel giorno, durante una processione, alcuni uomini offendono Giovanna, così che Gerold li affronta in duello. Lui perisce e la donna muore pochi minuti dopo perdendo sangue a causa di un aborto spontaneo. I romani così scoprono che il Papa è una donna, mentre Anastasio viene accusato dell'omicidio di Gerold e condannato all'esilio in un monastero per alcuni anni.
Tornato libero, molti anni dopo Anastasio scrive una cronaca che raccoglie la cronologia di tutti i papi, evitando di menzionare Giovanna. Roma e la Chiesa accettano il libro così da cancellare la vicenda di Giovanna e di aver avuto un capo della Chiesa di sesso femminile.
L'intera vicenda è narrata e scritta da un anziano vescovo, Arnaldo, che si rivelerà essere in realtà Arnalda (figlia di un amico di Giovanna) che, grazie agli insegnamenti della coraggiosa donna, ha seguito le sue orme.

## Produzione
Le riprese del film sono incominciate ad agosto 2008 a Burg Querfurt in Sassonia-Anhalt, Germania. Tra le altre location, ci sono il monastero di Pforta e la Chiesa di San Ciriaco a Gernrode. Le scene ambientate a Roma sono state girate a Ouarzazate, Marocco.

## Distribuzione
Il film è uscito in anteprima a Berlino il 19 ottobre 2009, nel resto della Germania il 20 ottobre 2009 ed è stato distribuito nelle sale cinematografiche italiane il 4 giugno 2010.

## Accoglienza

### Incassi
Il film, con un budget stimato in 22000000 €, ha incassato circa 27400000 $ a livello globale.

## Riconoscimenti
2010 - Deutscher Filmpreis
- Candidatura per la miglior attrice non protagonista a Jördis Triebel
- Candidatura per la miglior scenografia a Bernd Lepel
- Candidatura per i miglior costumi a Esther Walz
- Candidatura per il miglior sonoro a Roland Winke, Stefan Busch e Michael Kranz